# Yosemite Area Regional Transportation System

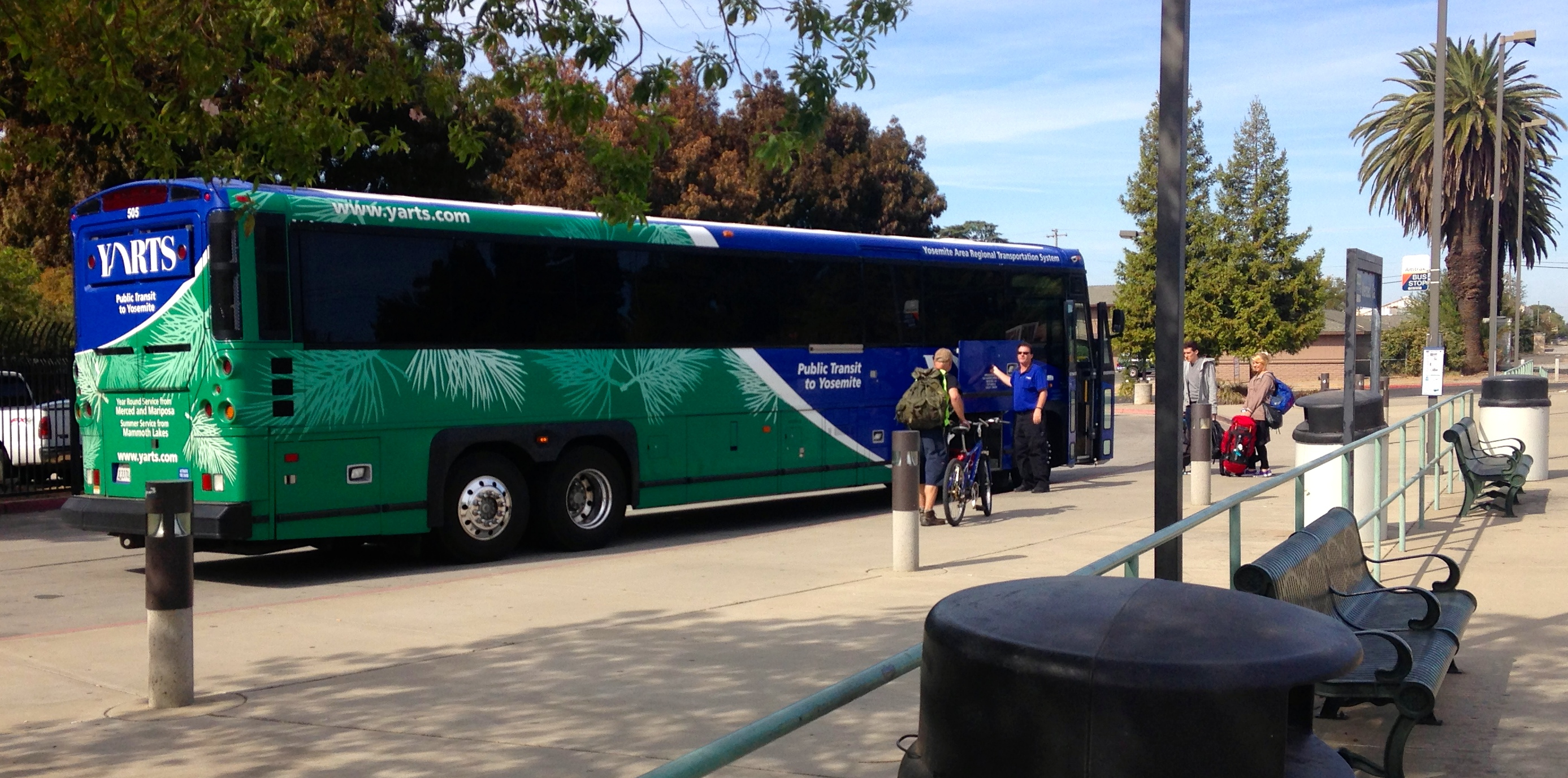
YARTS-bus aan het Amtrak-station van Merced.

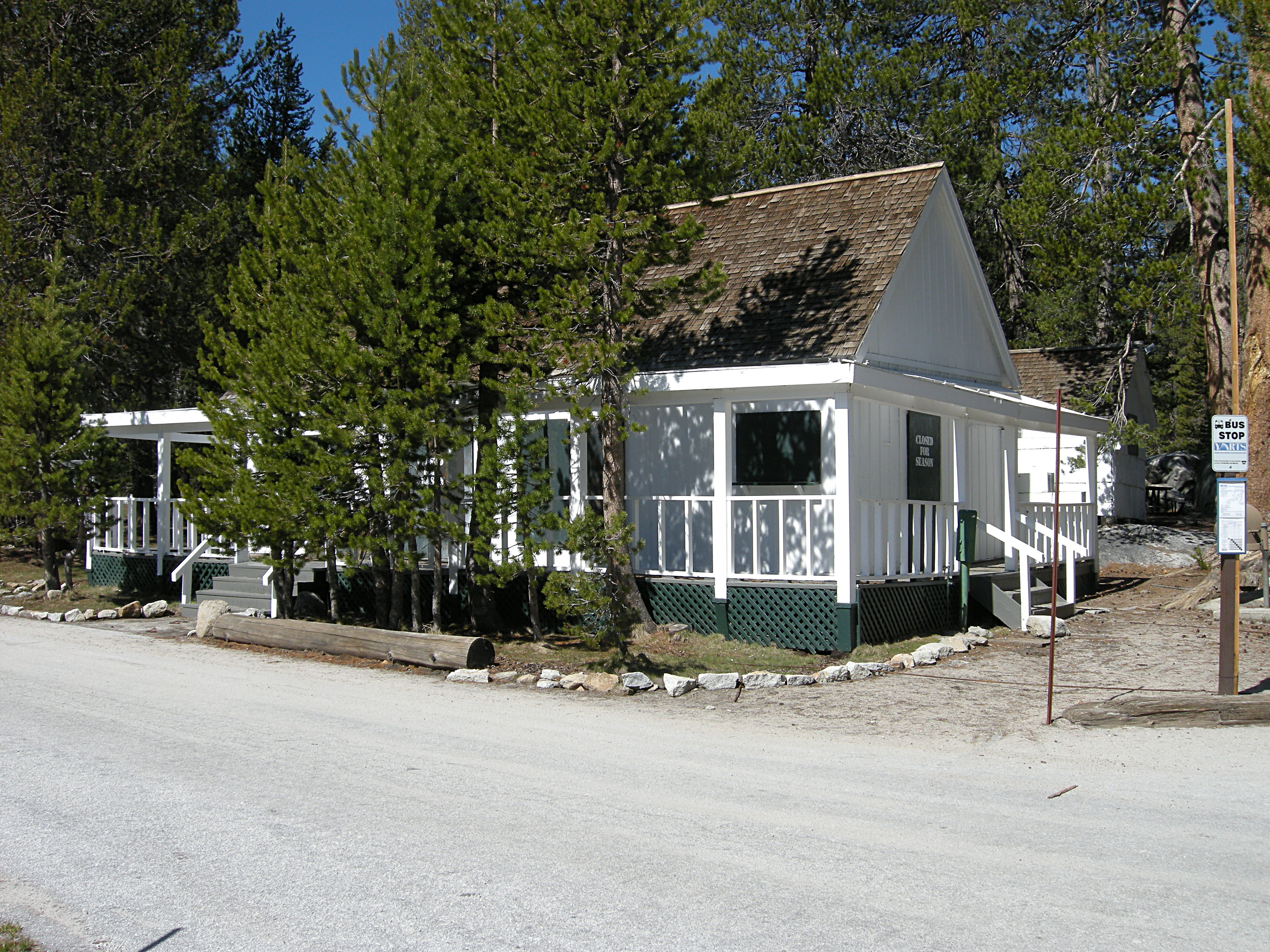
Bushalte aan het White Wolf Cafe in Yosemite National Park.

Het Yosemite Area Regional Transportation System (YARTS) is een Amerikaans openbaarvervoerbedrijf uit Californië dat opereert vanuit Merced en intercity busdiensten aanbiedt in Mariposa, Mono en Merced County, inclusief in Yosemite National Park. Er zijn drie vaste buslijnen: de Highway 140-bus tussen Merced en de Yosemite Valley, de Highway 120 East/395-bus tussen Mammoth Lakes en de Yosemite Valley, en de Highway 120 North-bus tussen de Valley en Sonora. Er zijn haltes aan verschillende toeristische trekpleisters, hotels, kampeerterreinen en trailheads - plaatsen waar wandelpaden beginnen.
In 1992 werd er voor het eerst voorgesteld om een busagentschap op te richten om de bereikbaarheid van het nationaal park te verhogen en om autoverkeer af te doen nemen. YARTS kwam tot stand in 2000 en heeft sindsdien al meer dan 515.000 reizigers vervoerd. YARTS wordt uitgebaat door de Merced County Association of Governments en bestuurd door een samenwerking van de county's Merced, Mariposa en Mono.